# Szolgálati és alkalmazotti találmány
A találmányok szabadalmi oltalmáról szóló 1995. évi törvény XXXIII. törvény (Szt.) határozza meg a szolgálati találmány és alkalmazotti találmány fogalmát és főbb szabályaikat, amelyek részben különböznek, részben azonosak.

## A szolgálati találmány fogalma
- Szolgálati találmány annak a találmánya, akinek munkaviszonyból folyó kötelessége, hogy a találmány tárgykörébe eső megoldásokat dolgozzon ki.[1]
- A szolgálati találmányra a szabadalom a feltaláló jogutódjaként a munkáltatót illeti meg.[2]

## Az alkalmazotti találmány fogalma
- Alkalmazotti találmány annak a találmánya, aki, anélkül, hogy ez munkaviszonyból eredő kötelessége lenne, olyan találmányt dolgoz ki, amelynek hasznosítása munkáltatója tevékenységi körébe tartozik.[3]
- Az alkalmazotti találmányra a szabadalom a feltalálót illeti meg, a munkáltató azonban jogosult a találmány hasznosítására. A munkáltató hasznosítási joga nem kizárólagos; a munkáltató hasznosítási engedélyt nem adhat. A hasznosítási jog a munkáltató megszűnése vagy szervezeti egységének kiválása esetén a jogutódra száll át; egyébként másra nem szállhat, illetve nem ruházható át.[4]

## Egyéb szabályok
- A feltaláló köteles a szolgálati és az alkalmazotti találmányt, megalkotását követően, haladéktalanul ismertetni a munkáltatóval.[5]
- A munkáltató az ismertetés átvételétől számított kilencven napon belül köteles nyilatkozni arról, hogy a szolgálati találmányra igényt tart-e, illetve az alkalmazotti találmányt hasznosítani kívánja-e.[6]
- A munkáltató az alkalmazotti találmányt csak a feltalálónak a találmány nyilvánosságra hozatalához való jogával[7] összhangban hasznosíthatja.[8]
- A szolgálati találmánnyal a feltaláló rendelkezhet, ha a munkáltató ehhez hozzájárul, vagy ha a munkáltató a (2) bekezdés szerinti nyilatkozat megtételét elmulasztja.[9]
- Az alkalmazotti találmányra a szabadalom a feltalálót a munkáltató hasznosítási jogának terhe nélkül illeti meg, ha a munkáltató ehhez hozzájárul, vagy ha a munkáltató a (2) bekezdés szerinti nyilatkozat megtételét elmulasztja.[10]
- A munkáltató a szolgálati találmány ismertetésének átvételét követő észszerű időn belül köteles szabadalmi bejelentést tenni; köteles továbbá az általában elvárható gondossággal eljárni a szabadalom megszerzése érdekében.[11]
- A munkáltató eltekinthet a szabadalmi bejelentés megtételétől, vagy a bejelentést visszavonhatja, ha a találmányt - annak elismerése mellett, hogy az az ismertetés átvételének időpontjában egyébként szabadalmazható lenne - titokban tartja, és üzleti titkot képező megoldásként hasznosítja. A munkáltató e döntéséről köteles tájékoztatni a feltalálót.[12]
- Vita esetén a munkáltatót terheli annak bizonyítása, hogy a megoldás az ismertetés átvételének időpontjában nem volt szabadalmazható.[13]
- A (2) bekezdésben szabályozott eset kivételével, szolgálati találmány esetén a munkáltató a szabadalom megadását kizáró eljárási cselekmény - ideértve az ideiglenes szabadalmi oltalomról való lemondást is - vagy szándékos mulasztás előtt köteles felajánlani a feltalálónak a szabadalmi igény ingyenes átruházását, az alkalmazotti találmány tekintetében érvényesülő hasznosítási jog kikötésével vagy anélkül. Ha az ideiglenes oltalomról a munkáltató lemond, e lemondás a feltaláló hozzájárulása nélkül is hatályos.[14]
- A (4) bekezdésben foglalt rendelkezéseket nem kell alkalmazni, ha a feltaláló - e törvény rendelkezéseire figyelemmel - már méltányos összegű díjazásban részesült.[15]